# Saturno World Tour
Saturno World Tour fue la cuarta gira del cantante puertorriqueño Rauw Alejandro, realizada para promover su tercer álbum de estudio Saturno (2022) y su contrapartida Playa Saturno (2023). Inició el 18 de febrero de 2023 en Santo Domingo, República Dominicana y finalizó el 29 de septiembre de 2023 en Roma, Italia después de 47 fechas agendadas.

## Antecedentes
Alejandro lanzó su tercer álbum de estudio Saturno el 11 de noviembre de 2022 a través de Sony Music Latin y Duars Entertainment. El álbum cuenta con las colaboraciones de Baby Rasta, DJ Playero, Chris Palace, Arcángel, Súbelo NEO, Lyanno y Brray, a través de múltiples temas tales como los sencillos «Lokera» y «Punto 40». El concepto del álbum gira en torno a la estética alienígena, además de que el contenido sónico se refleja en una fusión experimental de música urbana con la de las décadas de los 80 y 90.
El 6 de diciembre de 2022, publicó un vídeo en su página oficial de Instagram, en el que mediante la participación del streamer español Ibai Llanos anunció oficialmente las fechas de su cuarta gira musical, titulada Saturno World Tour y planeada a realizarse durante el 2023. Además, la gira contaría con la participación del grupo de baile de Las Vegas, Jabbawockeez.
La gira de Saturno estaba originalmente programada para viajar por Centro y Sudamérica en otoño, pero fue cancelada después de que muchos problemas logísticos, técnicos y de producción en Europa llevaron a la cancelación de casi la mitad de la etapa europea.

## Impacto
La ciudad de Reading, Pensilvania cambió temporalmente el nombre de las cuadras 600 y 700 de Penn Street a «Rauw Alejandro Way», debido al concierto realizado del cantante el 15 de marzo de 2023 en el Santander Arena de la localidad. La presentación marcaría el regreso de Alejandro al recinto después de agotar previamente la venta de entradas de su gira Rauw Alejandro World Tour en septiembre de 2021.
La gira fue  número 6 en Las 10 giras latinas más taquilleras  vendiendo 50,1 millones de dólares en ingresos con 551,000 entradas en shows de 2023 de Billboard.

## Repertorio
La siguiente es la lista de canciones interpretadas durante el 16 de marzo en Boston, Massachusetts, y no representa en la totalidad de la misma.
1. «Saturno»
2. «Punto 40»
3. «Verde Menta»
4. «No Me Sueltes»
5. «Fantasías»
6. «Nostálgico»
7. «Panties y Brasieres»
8. «La Old Skul»
9. «Gatas»
10. «Loco Por Perrearte»
11. «Sexo Virtual»
12. «Desesperados»
13. «Dile a él»
14. «Pensándote»
15. «Museo»
16. «Aquel Nap ZzZz»
17. «Cúrame»
18. «Ron Cola»
19. «Party»
20. «Brazilera»
21. «Cazadores»
22. «Algo Mágico»
23. «Desenfocao'»
24. «Corazón Despeinado»
25. «Más de Una Vez»
26. «Lejos del Cielo»
27. «Dejau'»
28. «El efecto»
29. «Elegí»
30. «Mírame»
31. «Perreo Pesau'»
32. «Reloj»
33. «Tamo en Nota»
34. «Qué Rico Ch**gamos»
35. «2/Catorce»
36. «Lokera»
37. «Todo de ti»
38. «Dime Quién????»
39. «De Carolina»

## Fechas
| Fecha                    | Ciudad           | País                 | Recinto                              | Acto de apertura | Asistencia      | Recaudación |
| ------------------------ | ---------------- | -------------------- | ------------------------------------ | ---------------- | --------------- | ----------- |
| América del Norte        |                  |                      |                                      |                  |                 |             |
| 18 de febrero de 2023    | Santo Domingo    | República Dominicana | Estadio Quisqueya                    | Jabbawockeez     | —               | —           |
| 4 de marzo de 2023       | Tampa            | Estados Unidos       | Amalie Arena                         | Jabbawockeez     | 11,891 / 18,644 | $1,225,274  |
| 6 de marzo de 2023       | Duluth           | Estados Unidos       | Gas South Arena                      | Jabbawockeez     | 11,062 / 15,141 | $1,054,867  |
| 8 de marzo de 2023       | Orlando          | Estados Unidos       | Amway Center                         | Jabbawockeez     | 13,182 / 17,379 | $1,278,984  |
| 11 de marzo de 2023      | Miami            | Estados Unidos       | Miami-Dade Arena                     | Jabbawockeez     | 30,161 / 32,403 | $2,807,356  |
| 12 de marzo de 2023      | Miami            | Estados Unidos       | Miami-Dade Arena                     | Jabbawockeez     | 30,161 / 32,403 | $2,807,356  |
| 15 de marzo de 2023      | Reading          | Estados Unidos       | Santander Arena                      | Jabbawockeez     | 7,526 / 7,880   | $806,132    |
| 16 de marzo de 2023      | Boston           | Estados Unidos       | TD Garden                            | Jabbawockeez     | 16,173 / 16,670 | $1,564,988  |
| 18 de marzo de 2023      | Charlotte        | Estados Unidos       | Spectrum Center                      | Jabbawockeez     | 13,990 / 14,500 | $1,298,645  |
| 19 de marzo de 2023      | Washington D. C. | Estados Unidos       | Capital One Arena                    | Jabbawockeez     | 18,227 / 18,810 | $1,831,772  |
| 21 de marzo de 2023      | Toronto          | Canadá               | Scotiabank Arena                     | Jabbawockeez     | 9,265 / 10,004  | $800,704    |
| 23 de marzo de 2023      | Newark           | Estados Unidos       | Prudential Center                    | Jabbawockeez     | 16,894 / 16,894 | $1,803,739  |
| 24 de marzo de 2023      | Brooklyn         | Estados Unidos       | Barclays Center                      | Jabbawockeez     | 15,248 / 16,454 | $1,626,771  |
| 31 de marzo de 2023      | San Juan         | Puerto Rico          | Estadio Hiram Bithorn                | Jabbawockeez     | —               | —           |
| 1 de abril de 2023       | San Juan         | Puerto Rico          | Estadio Hiram Bithorn                | Jabbawockeez     | —               | —           |
| 5 de abril de 2023       | Rosemont         | Estados Unidos       | Allstate Arena                       | Jabbawockeez     | 17,729 / 17,729 | $1,882,159  |
| 7 de abril de 2023       | Denver           | Estados Unidos       | Ball Arena                           | Jabbawockeez     | 14,793 / 17,634 | $1,383,878  |
| 12 de abril de 2023      | Edinburg         | Estados Unidos       | Bert Ogden Arena                     | Jabbawockeez     | 7,536 / 8,921   | $847,956    |
| 14 de abril de 2023      | Houston          | Estados Unidos       | Toyota Center                        | Jabbawockeez     | 14,358 / 14,673 | $1,594,264  |
| 16 de abril de 2023      | Austin           | Estados Unidos       | Moody Center                         | Jabbawockeez     | 11,989 / 14,339 | $1,282,177  |
| 20 de abril de 2023      | Fort Worth       | Estados Unidos       | Dickies Arena                        | Jabbawockeez     | 13,068 / 13,343 | $1,595,821  |
| 22 de abril de 2023      | El Paso          | Estados Unidos       | Don Haskins Center                   | Jabbawockeez     | 11,479 / 11,968 | $1,191,184  |
| 23 de abril de 2023      | Glendale         | Estados Unidos       | Desert Diamond Arena                 | Jabbawockeez     | 13,766 / 15,490 | $1,455,427  |
| 25 de abril de 2023      | Sacramento       | Estados Unidos       | Golden 1 Center                      | Jabbawockeez     | 13,203 / 16,860 | $1,302,940  |
| 26 de abril de 2023      | San José         | Estados Unidos       | SAP Center                           | Jabbawockeez     | 15,316 / 17,482 | $1,552,077  |
| 28 de abril de 2023      | Inglewood        | Estados Unidos       | Kia Forum                            | Jabbawockeez     | 32,996 / 37,484 | $3,948,162  |
| 29 de abril de 2023      | Inglewood        | Estados Unidos       | Kia Forum                            | Jabbawockeez     | 32,996 / 37,484 | $3,948,162  |
| 1 de mayo de 2023        | San Diego        | Estados Unidos       | Pechanga Arena                       | Jabbawockeez     | 10,932 / 14,127 | $1,134,647  |
| 5 de mayo de 2023        | Portland         | Estados Unidos       | Moda Center                          | Jabbawockeez     | 9,813 / 18,128  | $1,006,151  |
| 6 de mayo de 2023        | Seattle          | Estados Unidos       | Climate Pledge Arena                 | Jabbawockeez     | 13,502 / 16,536 | $1,237,424  |
| 20 de mayo de 2023       | Ciudad de México | México               | Foro Sol                             | Jabbawockeez     | —               | —           |
| 24 de mayo de 2023       | Cancún           | México               | Estadio Olímpico Andrés Quintana Roo | Jabbawockeez     | —               | —           |
| 26 de mayo de 2023       | Veracruz         | México               | Estadio de Béisbol Beto Ávila        | Jabbawockeez     | —               | —           |
| 1 de junio de 2023       | Monterrey        | México               | Estadio Mobil Super                  | Jabbawockeez     | —               | —           |
| 3 de junio de 2023       | Guadalajara      | México               | Estadio Tres de Marzo                | Jabbawockeez     | —               | —           |
| 8 de junio de 2023       | Hermosillo       | México               | Estadio Héroe de Nacozari            | Jabbawockeez     | —               | —           |
| 10 de junio de 2023      | Tijuana          | México               | Estadio Caliente                     | Jabbawockeez     | —               | —           |
| Europa                   |                  |                      |                                      |                  |                 |             |
| 26 de agosto de 2023     | Valencia         | España               | Ciudad de las Artes y las Ciencias   | Jabbawockeez     | —               | —           |
| 1 de septiembre de 2023  | Barcelona        | España               | Palau Sant Jordi                     | Jabbawockeez     | —               | —           |
| 2 de septiembre de 2023  | Baracaldo        | España               | Bizkaia Arena                        | Jabbawockeez     | —               | —           |
| 9 de septiembre de 2023  | Sevilla          | España               | Estadio de La Cartuja                | Jabbawockeez     | —               | —           |
| 10 de septiembre de 2023 | Madrid           | España               | WiZink Center                        | Jabbawockeez     | —               | —           |
| 15 de septiembre de 2023 | Murcia           | España               | Espacio Nueva Condomina              | Jabbawockeez     | —               | —           |
| 17 de septiembre de 2023 | Milán            | Italia               | Carroponte                           | Jabbawockeez     | —               | —           |
| 21 de septiembre de 2023 | París            | Francia              | Accor Arena                          | Jabbawockeez     | —               | —           |
| 25 de septiembre de 2023 | Róterdam         | Países Bajos         | RTM Stage                            | Jabbawockeez     | —               | —           |
| 29 de septiembre de 2023 | Roma             | Italia               | PalaLottomatica                      | Jabbawockeez     | —               | —           |

## Conciertos Cancelados
| Día                      | Ciudad              | País           | Recinto                          | Motivo                 |
| ------------------------ | ------------------- | -------------- | -------------------------------- | ---------------------- |
| 2 de mayo de 2023        | Thousand Palms      | Estados Unidos | Acrisure Arena                   | Lesión en la ingle     |
| 27 de mayo de 2023       | Querétaro           | México         | Estadio Olímpico Alameda         | Problemas de logística |
| 27 de agosto de 2023     | Palma               | España         | Son Fusteret                     | Desconocido            |
| 16 de septiembre de 2023 | Adeje               | España         | Golf Costa Adeje                 | Desconocido            |
| 23 de septiembre de 2023 | Gdansk              | Polonia        | Ergo Arena                       | Desconocido            |
| 24 de septiembre de 2023 | Antwerp             | Bélgica        | Sportpaleis                      | Desconocido            |
| 28 de septiembre de 2023 | Bucharest           | Rumania        | Romexpo                          | Desconocido            |
| 30 de septiembre de 2023 | Zúrich              | Suiza          | Hallenstadion                    | Desconocido            |
| 1 de octubre de 2023     | Londres             | Reino Unido    | Wembley Arena                    | Desconocido            |
| 2 de octubre de 2023     | Düsseldorf          | Alemania       | PSD Bank Dome                    | Desconocido            |
| 3 de octubre de 2023     | Múnich              | Alemania       | Olympiahalle                     | Desconocido            |
| 7 de octubre de 2023     | San José            | Costa Rica     | Estadio Nacional                 | Desconocido            |
| 11 de octubre de 2023    | Managua             | Nicaragua      | Estadio Nacional Dennis Martínez | Desconocido            |
| 13 de octubre de 2023    | Ciudad de Guatemala | Guatemala      | Explanada Cardales de Cayalá     | Desconocido            |
| 14 de octubre de 2023    | San Salvador        | El Salvador    | Estadio Cuscatlán                | Desconocido            |
| 19 de octubre de 2023    | Medellín            | Colombia       | Estadio Atanasio Girardot        | Desconocido            |
| 21 de octubre de 2023    | Bogotá              | Colombia       | Movistar Arena                   | Desconocido            |
| 25 de octubre de 2023    | Ciudad de Panamá    | Panamá         | Centro de Convenciones Figali    | Desconocido            |
| 26 de octubre de 2023    | Tegucigalpa         | Honduras       | Estadio Chochi Sosa              | Desconocido            |
| 28 de octubre de 2023    | Lima                | Perú           | Estadio San Marcos               | Desconocido            |
| 31 de octubre de 2023    | Santiago            | Chile          | Hipódromo Chile                  | Desconocido            |
| 2 de noviembre de 2023   | São Paulo           | Brasil         | Vibra São Paulo                  | Desconocido            |
| 9 de noviembre de 2023   | Buenos Aires        | Argentina      | Movistar Arena                   | Desconocido            |